# Buckminster Fuller

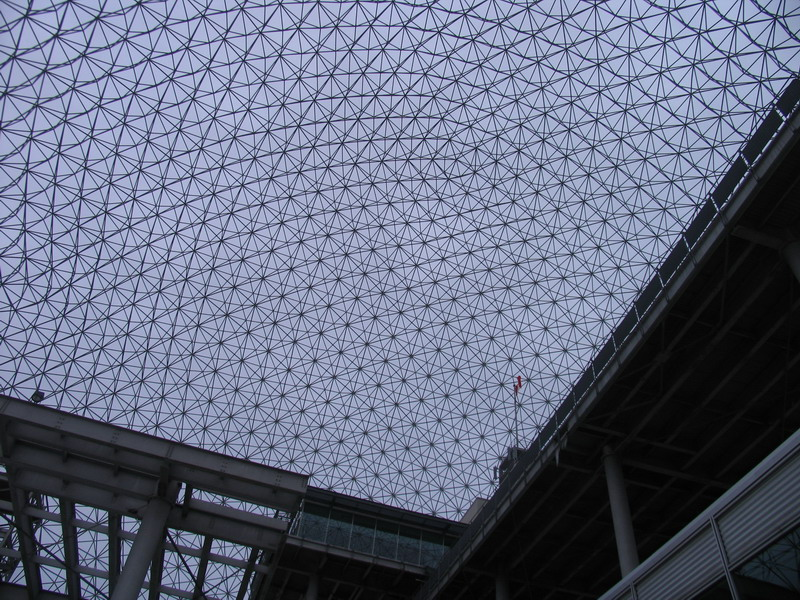
Bên trong vòm trắc đạc

Richard Buckminster "Bucky" Fuller (12 tháng 7 năm 1895 – 1 tháng 7 năm 1983) là kiến trúc sư, nhà thiết kế, và nhà sáng chế người Mỹ.